# Gunfire (film 1950)
Gunfire è un film del 1950 diretto da William Berke.
È un western statunitense con Don 'Red' Barry e Robert Lowery. È incentrato sulle vicende del fuorilegge Frank James, fratello di Jesse James.

## Produzione
Il film, diretto da William Berke su una sceneggiatura dello stesso Berke e di Victor West (quest'ultimo non accreditato), fu prodotto da Berke tramite la Donald Barry Productions e girato dal 6 aprile 1950. Il titolo di lavorazione fu Dead Ringer.

## Distribuzione
Il film fu distribuito negli Stati Uniti dal 12 agosto 1950 al cinema dalla Lippert Pictures.
Altre distribuzioni:
- in Francia il 18 febbraio 1953 (La vengeance de Frank James)
- nel Regno Unito (Frank James Rides Again)

## Promozione
Le tagline sono:
- OUTLAW GHOST OR DEAD RINGER? He dared face the James gang's vengeance!
- He LIVED by his guns... until their bullets tagged him... DEAD RINGER!
- HUNTED... by the James Gang because he was a Dead Ringer!